# Vítov
Vítov je malá vesnice, část obce Žižice, která se nachází v okrese Kladno ve Středočeském kraji. Leží necelý kilometr západně od Žižic a pět kilometrů východně od Slaného. V roce 2011 zde trvale žilo 77 obyvatel. Vesnicí prochází silnice I/16 spojující Mělník a Slaný.

## Historie
Poblíž Vítova se nachází lokalita Na Boku, kde je předhistorické naleziště s odpadkovými jámami. První písemná zmínka o vesnici pochází z roku 1318, kdy se zmiňuje jistý Dobrohost z Vítova (Dobrohost de Wytowa).
V letech 1796–1818 se v okolí Vítova dolovalo uhlí a minerály. Krištof Zelner zde založil šachtu svaté Anny a svaté Barbory.
Mezi roky 2014/2015 byla mezi obcí Vítov a Žižice vybudována malá vodní nádrž s hrází a bezpečnostním přelivem. Dále byla provedena výsadba dřevin v okolí.

## Obyvatelstvo
| Rok            | 1869 | 1880 | 1890 | 1900 | 1910 | 1921 | 1930 | 1950 | 1961 | 1970 | 1980 | 1991 | 2001 | 2011 | 2021 |
| -------------- | ---- | ---- | ---- | ---- | ---- | ---- | ---- | ---- | ---- | ---- | ---- | ---- | ---- | ---- | ---- |
| Počet obyvatel | 143  | 178  | 162  | 205  | 187  | 151  | 149  | 109  | 107  | 98   | 69   | 72   | 91   | 77   | 80   |
| Počet domů     | 19   | 23   | 25   | 28   | 29   | 29   | 36   | 36   | 36   | 30   | 21   | 28   | 24   | 25   | 26   |

## Obecní správa
Při sčítání lidu v letech 1850–1920 Vítov byl osadou obce Luníkov v okrese Slaný. V letech 1921–1960 byl samostatnou obcí, se kterým patřil nejprve do okresu Slaný, ale od roku 1960 v okrese Kladno. Od 1. července 1960 je částí obce Žižice v okrese Kladno. V letech 1921–1960 k obci patřily Blahotice.

## Pamětihodnosti
Na návsi stojí křížek, který dal postavit Martin Holub v roce 1759. Naproti němuž stojí kaplička nesoucí letopočet 1849. Na temeni návrší severně od obce roste památný strom – Lípa u Vítova.

## Galerie

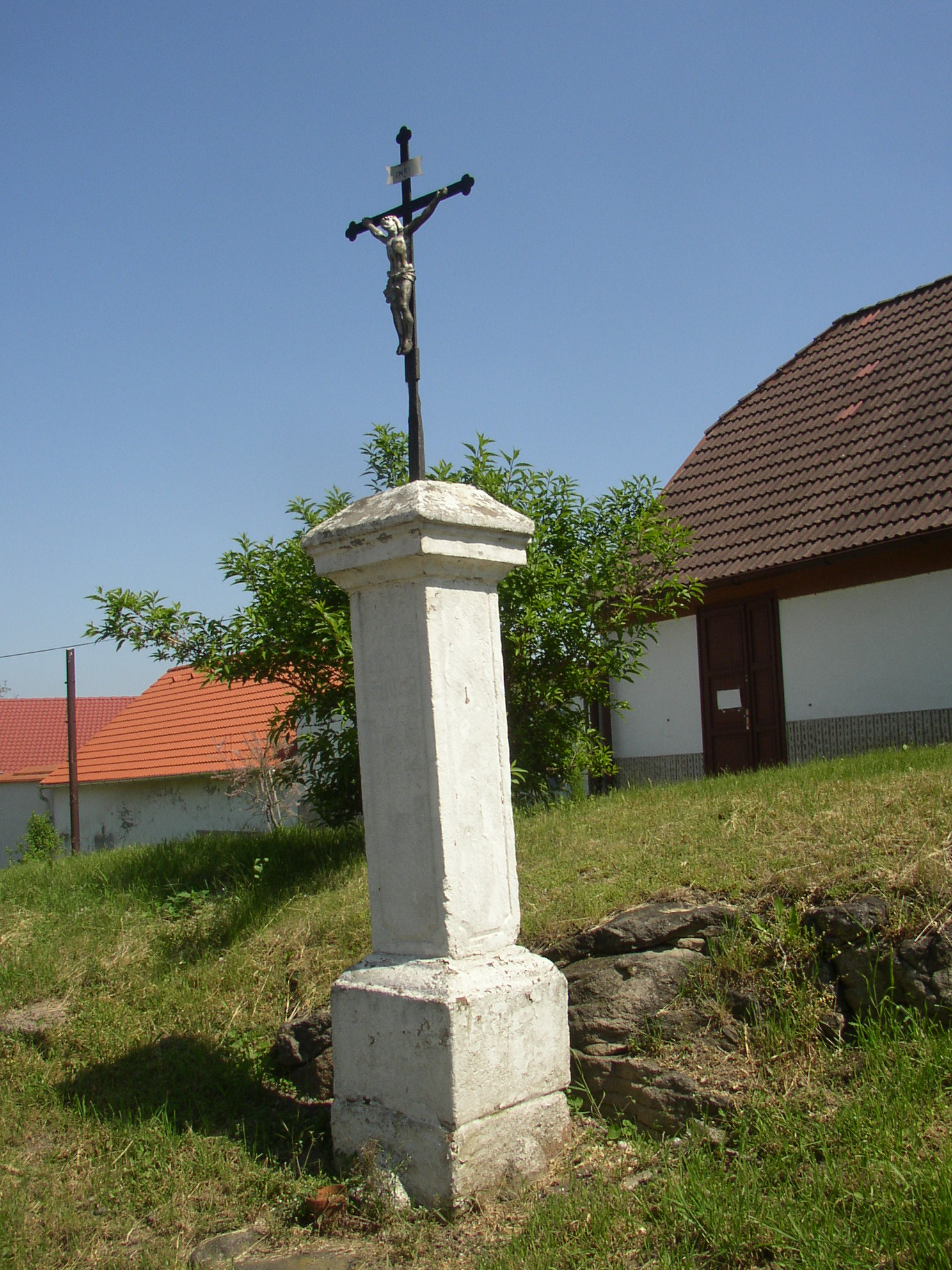
Křížek
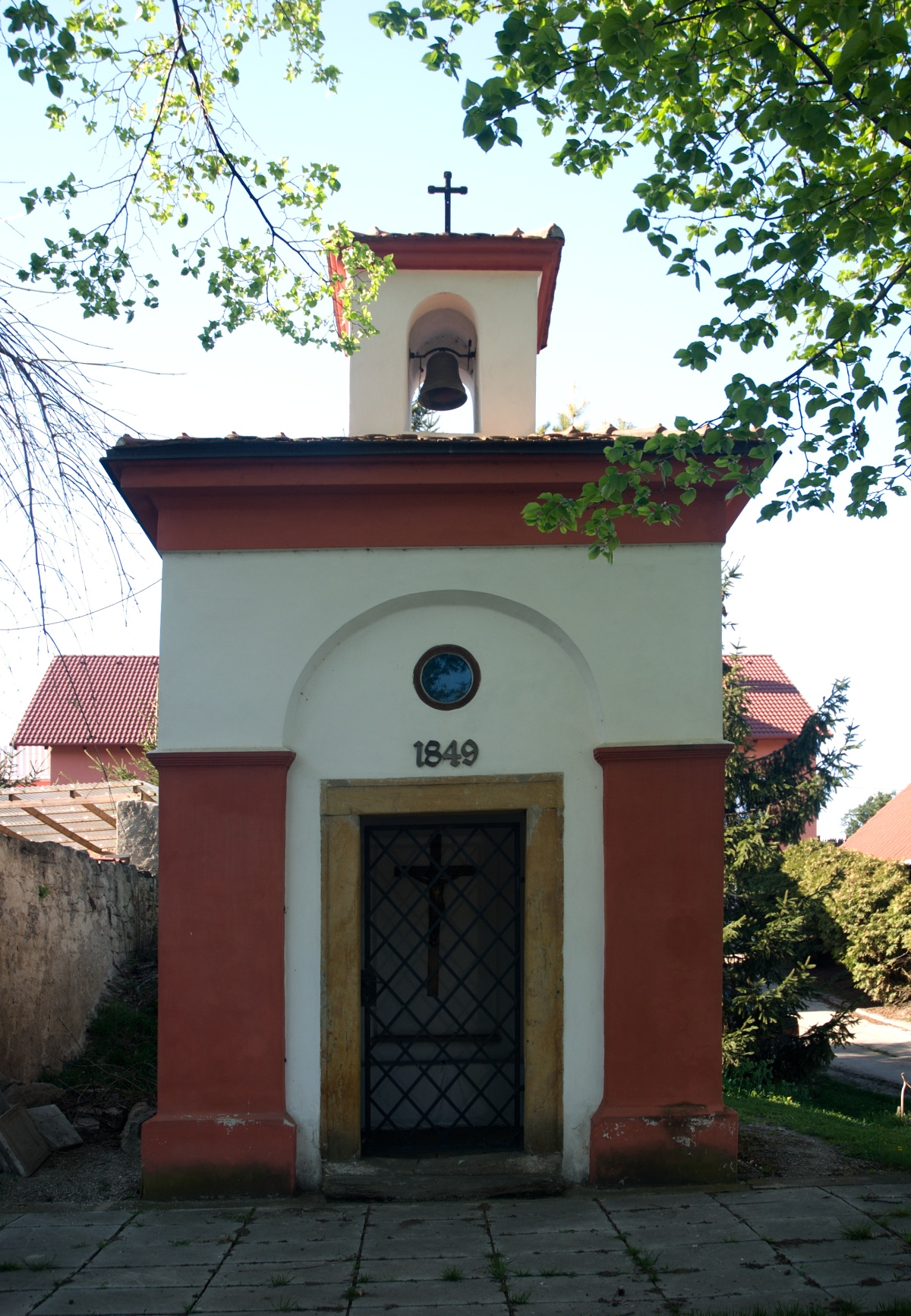
Kaplička
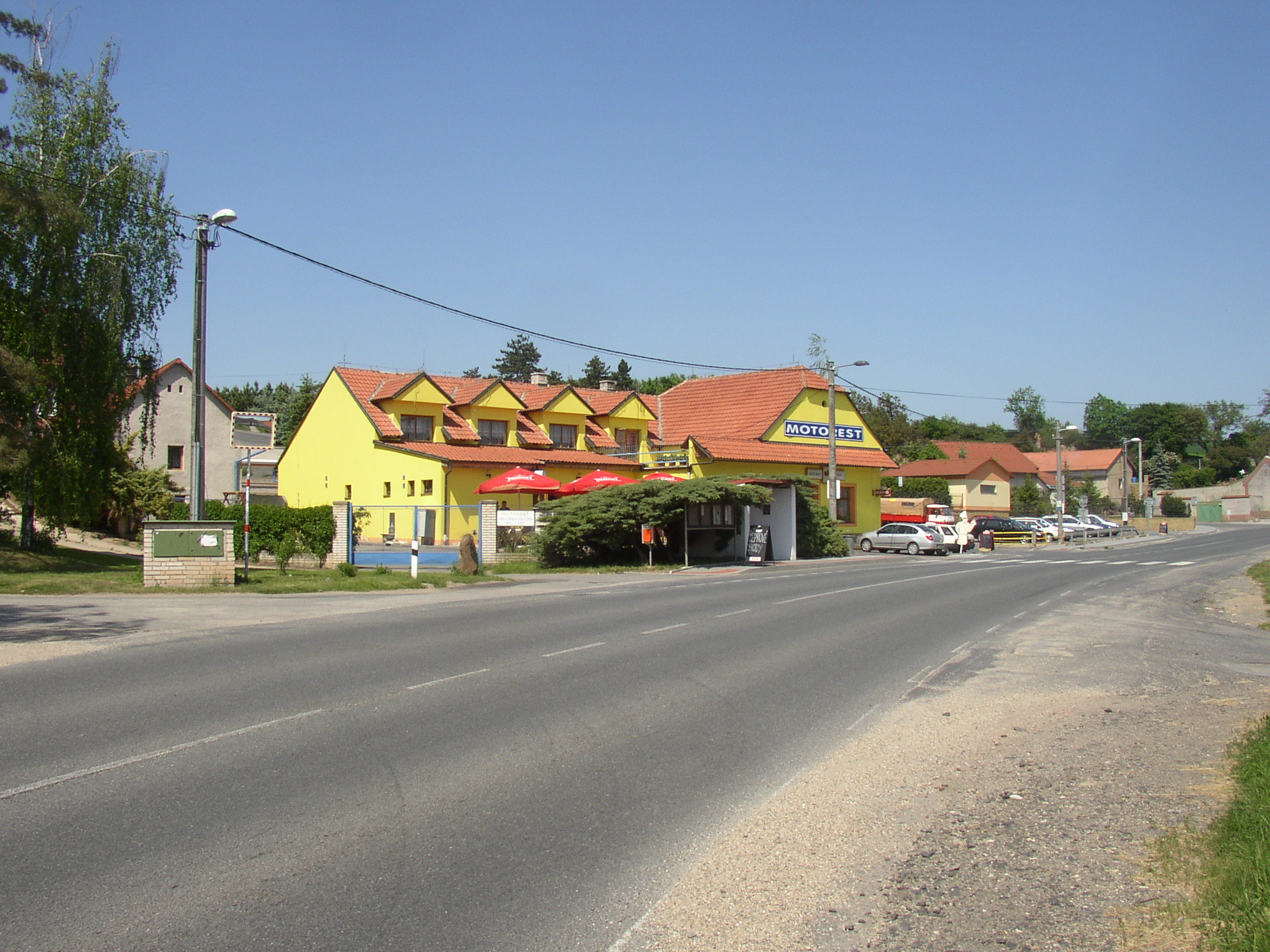
Motorest na návsi
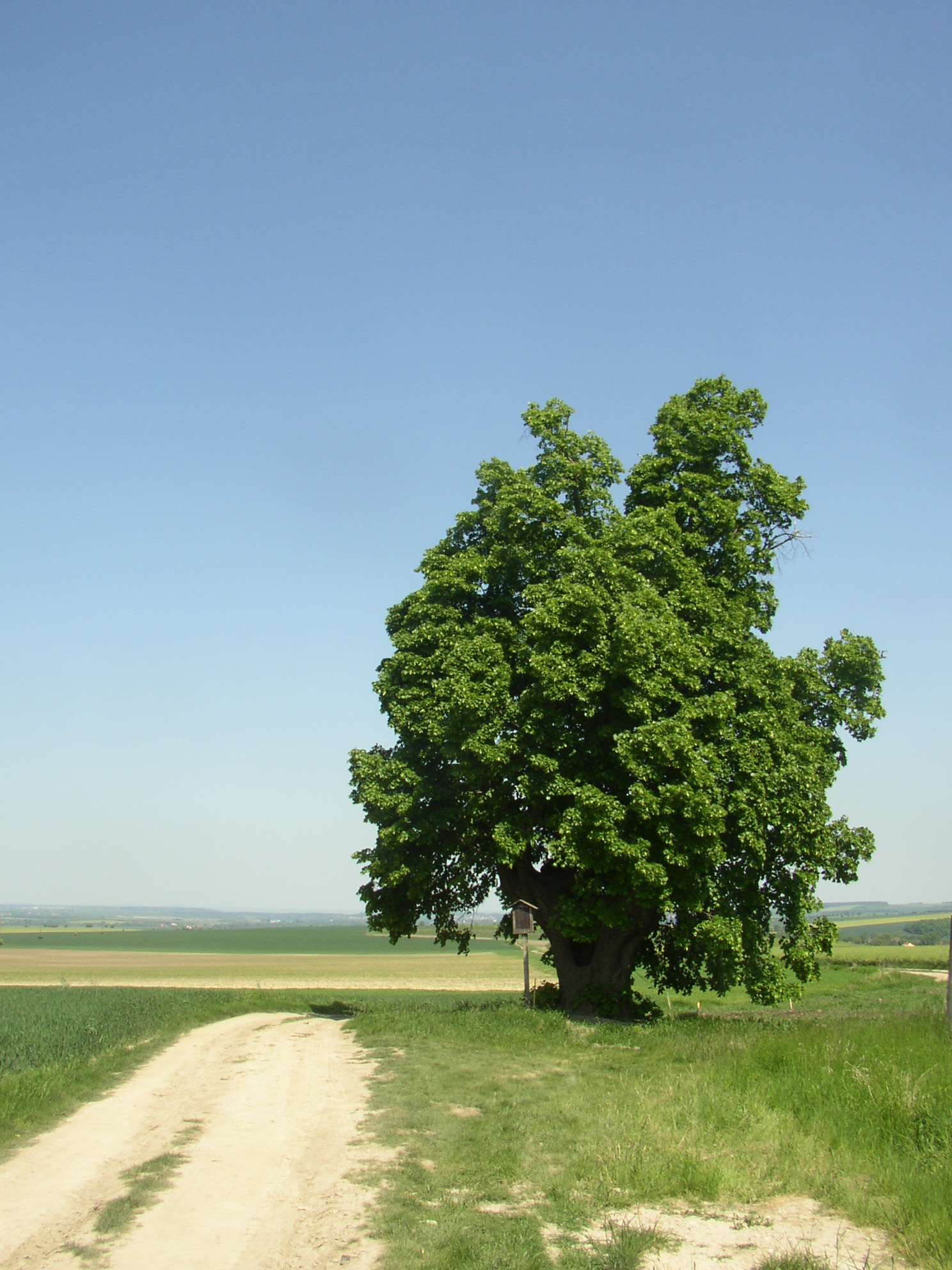
Lípa u Vítova